# Bosna (reka)
Bosna je reka v osrednji Bosni in Hercegovini, ki izvira pri vasi Vrutci v bližini mesta Ilidža. Izvir ob vznožju gore Igman je na 500 m n.v., domačini mu pravijo Vrelo Bosne in je priljubljena izletniška točka Sarajevčanov. Reka Bosna (v katero se izlivajo večji pritoki Željeznica, Lepenica, Miljacka, Vogošća, Ljubina, Misaća, Stavnja, Goruša, Fojnička r(ij)eka, Trstionica, Zgošča, Ribnica, Lašva, Gostović, Krivaja, Usora, Spreča) nato teče po osrednji Bosni in Hercegovini ter se po 273 km pri Bosanskem Šamcu (zdaj Šamac) izliva v Savo.
Dolina Bosne povezuje panonsko nižino z osrednjo Bosno, to pa dolina Neretve z Jadranskim morjem. Je najbolj naseljen predel BiH, kjer živi skoraj milijon prebivalcev in kjer se nahaja industrijsko središče države. V njej ležijo mesta Sarajevo, Visoko, Kakanj, Zenica, Zavidovići, Žepče, Maglaj, Doboj, Modriča in Bosanski Šamac.